# Śródka (powiat poznański)
Śródka – wieś w Polsce położona w województwie wielkopolskim, w powiecie poznańskim, w gminie Kleszczewo przy drodze wojewódzkiej nr 434. Jest miejscowością graniczną między gminą Kleszczewo a gminą Kórnik.
Wieś duchowna Srzodka, własność kapituły katedralnej poznańskiej, położona była w 1580 roku w powiecie poznańskim województwa poznańskiego. W latach 1975–1998 miejscowość należała administracyjnie do województwa poznańskiego.

## Urodzeni w Śródce
- Walenty Stefański – polski księgarz, drukarz, działacz polityczny, członek Komitetu Narodowego Polskiego w Poznaniu w 1848 roku, jeden z organizatorów Ligi Polskiej[6].